# Distrito de Andramasina
Andramasina es un distrito y una localidad de la región de Analamanga, en la isla de Madagascar, con una población estimada en julio de 2014 de 174 737 habitantes.
Se encuentra ubicado en el centro de la isla, a poca distancia al norte de la capital nacional, Antananarivo.